# Ufente (Eneide)
Ufente (lat. Ufens) è un personaggio dell'Eneide di Virgilio.

## Il mito

### Le origini
Ufente è uno dei maggiori nemici contrastanti Enea sbarcato nel Lazio a seguito della distruzione della sua città Troia. Nel settimo libro del poema, dove Virgilio passa in rassegna le forze italiche, egli figura come comandante degli Equi; ed è uno dei pochi belligeranti in età matura, essendo padre di quattro giovani, anche loro guerrieri.

### La morte
Ufente muore nella battaglia finale decapitato da Gia, giovane guerriero troiano tra i più vicini a Enea (libro 12), dopo aver perso in una sola volta tutti e quattro i figli, immolati sulla pira di Pallante in seguito alla loro cattura da parte di Enea in una precedente giornata bellica (libro 10).
 " ... ferit ense gravem Tymbraeus Osirin 

Arcetium Mnestheus; Epulonem obtruncat Achates, 

Ufentemque Gyas; cadit ipse Tolumnius augur " 
(Virgilio, Eneide, libro XII)
 " Timbreo ferisce di spada il colossale Osiri,

Mnesteo ferisce Arcezio, Acate decapita Epulone,

e Gia Ufente; anche Tolumnio l'augure stramazza al suolo " 
(traduzione di Francesco Della Corte)